# Brienomyrus tavernei
Brienomyrus tavernei és una espècie de peix africà del gènere Brienomyrus en la família Mormyridae que pertany al grup dels denominats «lluços del riu Nil». Està present en diverses conques hidrogràfiques d'Àfrica, entre elles la conca superior del riu Congo i del riu Lualaba (que es converteix en el riu Congo per sota de les cascades Boyoma).
És nativa de la República Democràtica del Congo i pot aconseguir una grandària aproximada de 13,9 cm.

## Estat de conservació
Respecte a l'estat de conservació es pot indicar que d'acord amb la UICN aquesta espècie es pot catalogar en la categoria de «risc mínim (LC o LR/lc)». Aquesta espècie té una àmplia distribució, i no té amenaces conegudes.